# Bilirubine
La bilirubine est un pigment jaune, produit de la dégradation de l'hémoglobine, lors de la destruction des globules rouges,  mais aussi d'autres hémoprotéines, comme les cytochromes ou les catalases. Son catabolisme est assuré par le foie.
Son accumulation anormale dans le sang et les tissus détermine un ictère ou « jaunisse », qui peut relever de causes très diverses, par exemple des atteintes hépatiques comme une cholestase ou une hépatite, ou d'une hémolyse intravasculaire.

## Origine et cinétique de la bilirubine chez l'humain

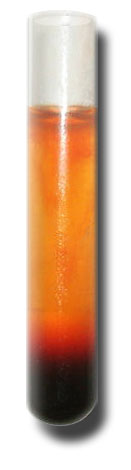
« sérum ictérique » (jaune en raison de sa teneur en bilirubine).

Les globules rouges ont une durée de vie d'environ 120 jours. Ils sont ensuite détruits (c'est l'hémolyse).
Cette destruction s'effectue en plusieurs étapes :
1. Ils sont ingérés par les macrophages (phénomène de phagocytose par des phagocytes), dans des petits vaisseaux sanguins, particulièrement ceux de la moelle osseuse et en moindre proportion par ceux de la rate et du foie (Cellule de Kupffer) ;
2. L'hémoglobine, principal constituant des globules rouges est décomposée en ses constituants : globine (dont les acides aminés sont recyclés) et hème (dont le fer est libéré de la porphyrine).
3. L'hème est ensuite transformée en biliverdine par action de l'hème-oxydase (réaction d'oxydation produisant du monoxyde de carbone).
4. Puis la biliverdine est transformée en bilirubine dite « bilirubine libre » (encore appelée « bilirubine non conjuguée » ou « bilirubine indirecte ») ; qui est éjectée dans le plasma ; cette forme « libre » de la bilirubine est toxique et insoluble dans l'eau ; elle s'associe donc à l'albumine qui joue le rôle de protéine transporteuse jusqu'au foie.
5. Chez l'individu sain, cette bilirubine libre est transformée (par le foie) en « bilirubine conjuguée » non toxique (phénomène dit de « conjugaison hépatique » consistant pour le foie à conjuguer cette molécule avec de l'acide glucuronique, un dérivé du glucose) par glucurono-conjugaison.
6. La « bilirubine conjuguée », soluble sera en partie filtrée par le rein qui produit l'urobiline (retrouvée dans l'urine) ; 
Toutefois, une partie de la bilirubine conjuguée est recaptée par les hépatocytes du foie et sécrétée dans la bile et donc injectée dans l'intestin grêle où elle sera ensuite dégradée par la flore intestinale via des enzymes bactériennes : est ainsi obtenue de la stercobiline, pigment brun donnant leur couleur brun foncé aux matières fécales.

Dans l'organisme humain normal, le taux de « bilirubine totale » est inférieur à 17 µmol·L-1 (10 mg·L-1), celui de la  «bilirubine non conjuguée» est inférieur a 10,26 µmol/L (6 mg/L).

## Interprétation
Une forte hausse de la bilirubinémie peut être causée par :
- Une hémolyse ou une augmentation de la dégradation des globules rouges, donnant une augmentation de la bilirubine libre et conjuguée.
- Le syndrome de Gilbert – une maladie génétique du métabolisme de la bilirubine présente chez environ 5 % de la population – donnant une augmentation de la bilirubine libre.

Une hausse modérée :
- La drogue (surtout les neuroleptiques et certaines hormones sexuelles).
- Une hépatite.
- Un rétrécissement ou un obstacle sur les voies biliaires (d'origine bénigne ou maligne).

Une très forte concentration sanguine de bilirubine peut être causée par :
- Une hyperbilirubinémie néonatale, quand le foie du nouveau-né n'est pas capable de la conjuguer (voir toxicité).
- Une obstruction importante du conduit biliaire principal (causée par un calcul, une tumeur, une parasitose…).
- Une grave cirrhose.
- Une hépatite sévère.
- Le syndrome de Crigler-Najjar.
- Le syndrome de Dubin-Johnson.
- Une intoxication à la ricine.

## Maladies associées

### Ictère nucléaire du nouveau-né
Une forte concentration de bilirubine dans le sang (hyperbilirubinémie) chez le nourrisson, souvent secondaire à une hémolyse importante due à une incompatibilité fœto-maternelle peut entraîner son accumulation dans certaines régions du cerveau : c'est l'ictère nucléaire.

Il se caractérise par une atteinte des noyaux gris centraux du cerveau — ou ganglions de la base — et des détériorations irréversibles de ces régions, soit plus concrètement par des convulsions, des troubles des réflexes et des mouvements des yeux.
La neurotoxicité de la bilirubine chez le nouveau-né n'est pas due à une activité de la molécule qui serait différente de chez l'adulte, mais au manque de protection du nourrisson.
La barrière hémato-encéphalique n'a pas encore fini de se développer, ce qui permet à la bilirubine de diffuser librement à travers les capillaires sanguins du cerveau. De plus, les nouveau-nés ne possèdent pas encore les bactéries intestinales qui facilitent la décomposition de la bilirubine dans les fèces (ce qui explique en grande partie pourquoi les fèces des nouveau-nés sont plus pâles que celles des adultes).
La bilirubine conjuguée est transformée en sa forme non conjuguée par l'enzyme b-glucoronidase, tandis qu'une grande partie est réabsorbée par la circulation entérohépatique (circulation de la bile entre le foie et l'intestin grêle).

### Ictère
Un ictère, ou jaunisse, correspond à la coloration jaune des téguments (peau et muqueuses : on parle d'ictère cutanéo-muqueux) due à l'accumulation de bilirubine, qui peut être libre ou conjuguée à l'acide glucuronique c'est pourquoi on distingue deux types d'ictères :
- Ictère à bilirubine libre
- Ictère à bilirubine conjuguée

La jaunisse est repérable dans la sclère (le blanc des yeux) à partir de 30 à 50 µmol·l-1 et sur la peau à des niveaux plus élevés d'hyperbilirubinémie.

## Biochimie et analyse du sang
On parle de « sérum ictérique » et d' « ictère cutanéo-muqueux» quand le taux sérique de bilirubine totale (taux de bilirubine dans le sérum sanguin) est élevé.

Plus précisément, on définit deux états :
- « Sub-ictère » à partir de 30 μmol/L ;
- « Ictère franc » au-delà de 50 μmol/L.

### Tests sanguins
| Nom                      | Soluble dans l'eau | Réaction aux tests |
| ------------------------ | ------------------ | --- |
| Bilirubine conjuguée     | Oui                | Réagit rapidement à l'ajout d'un colorant. Le produit est l'azobilirubine ou bilirubine directe. |
| Bilirubine non conjuguée | Non                | Réagit plus lentement mais produit également de l'azobilirubine. On utilise de l'éthanol qui réagit avec toute la bilirubine présente. Bilirubine totale moins bilirubine directe = bilirubine indirecte. |

Pour mieux comprendre les causes d'une augmentation de la bilirubinémie, on procède à d'autres tests hépatiques (particulièrement des enzymes ALT, AST, GGT et phosphatase alcaline), à un frottis sanguin (hémolyse, etc), ou de rechercher des traces d'une hépatite infectieuse (c'est-à-dire hépatite A, B (pouvant être associée au virus D, C, E ou autres virus hépatotropes comme l'EBV).
La bilirubine est un produit exogène (déchet d'une dégradation), et le corps ne contrôle pas sa concentration, qui reflète donc le rapport entre production et excrétion.
C'est pourquoi il n'existe pas de concentration « normale » de bilirubine, mais seulement une valeur supérieure normale. Elle est inférieure à 17 µmol/L en ce qui concerne la bilirubine totale.
Conservation des échantillons : La bilirubine est altérée par la lumière ; Aussi les échantillons de sang (surtout les tubes de sérum) doivent être protégés de son exposition.

## Bienfaits
Une quantité modérée de bilirubine peut être bénéfique à l'organisme : il semble que cela puisse protéger les tissus contre l'effet oxydatif des radicaux libres et d'autres oxydants.
Les patients porteurs du syndrome de Gilbert semblent avoir moins de maladies cardiovasculaires, ce qui pourrait être expliqué par les propriétés anti-oxydantes de la bilirubine. De même, un taux bas de bilirubine semble être corrélé à un risque plus important de décès ou de survenue de maladies cardio-vasculaires.